# 1-萘乙烯
1-萘乙烯是一种有机化合物，化学式为C12H10。它在二氧六环中可以被氧气氧化为1-萘甲醛。

## 合成
1-萘乙烯可由1-溴萘为原料，锂化后与环氧乙烷、氯化亚砜先后反应，得到氯乙基萘后，再于四氢呋喃中和叔丁醇钾反应制得。